# Samanta Karavello
Samanta Karavella, född 10 maj 1990 i Tirana, är en albansk sångerska.

## Karriär
Samanta Karavello har deltagit i flera musikfestivaler i Albanien. År 2004 deltog hon i den albanska versionen av formatet Idol, Ethet e së premtes mbrëma, i vilken hon tog sig till finalen den 30 april 2004. Samma år ställde hon upp i Festivali i Këngës 43 med låten "Buzëqeshjë". Hon tog sig till finalen men slutade där oplacerad då endast topp tre avslöjades. Två år senare deltog hon i Festivali i Këngës 45 med låten "Ylli im polar" men tog sig inte till final. Året därpå hette hennes bidrag "Pse u harrua dashuria" med vilket hon tog sig vidare till finalen. Väl i finalen fick hon 23 poäng och slutade på en åttonde plats av 17 deltagare. I Festivali i Këngës 47 var hon med i duettrundan då hon tillsammans med Vedat Ademi framförde hans bidrag "Po më prite ti", som han senare slutade på en 14:e plats med. År 2011 ställde Karavello upp i tävlingens 50-årsjubileum med låten "Zgjomë një tjetër ëndërr". Hon tog sig vidare till finalen och där fick hon 47 poäng, varav en tolva (högsta poäng) av de sju domarna. Poängen räckte till en fjärdeplats vilket innebar Karavellos hittills bästa resultat i tävlingen.
Karavello har även ställt upp i Kënga Magjike en gång, år 2007 i Kënga Magjike 9 med låten "Iluzion" (illusion). Hon tog sig dock inte vidare till finalen. Karavello har också deltagit i tävlingen Top Fest två gånger. År 2010 deltog hon med låten "Femër fatale" och år 2011 med låten "Provojë edhe nje herë".  
Under sommaren 2012 släppte hon singeln "All I Need" tillsammans med Erion.
Under våren 2013 deltog Karavello i Top Fest 10 med låten "Loti i fundit". Hon gick via de livesända semifinalerna vidare till tävlingens final där hon vann hela tävlingen samt tilldelades pris för bästa kvinnliga artist.

## Diskografi

### Singlar
- 2004 – Buzëqeshje
- 2006 – Ylli im polar
- 2007 – Iluzion
- 2007 – Pse u harrua dashuria
- 2008 – S'të mbaj dot peng
- 2009 – Pa përse
- 2009 – Shumë Happy (feat. Roy)
- 2010 – Le të jetë
- 2010 – Femër fatale
- 2010 – Më ka marr malli (feat. B2N)
- 2010 – Kam filluar të ndjëj (feat. Stine)
- 2011 – Provoje edhe një herë
- 2011 – Larg
- 2011 – Zgjomë një tjetër ëndërr
- 2012 – All I Need
- 2013 – Fallen
- 2013 – Loti i fundit
- 2013 – Pafundësi
- 2014 – Më jeto (feat. Kledi Bahiti)
- 2014 – Ti s'e din se (feat. Onat)

## Filmografi
- 2006 – Gjoleka, djali i Abazit